# Australibis

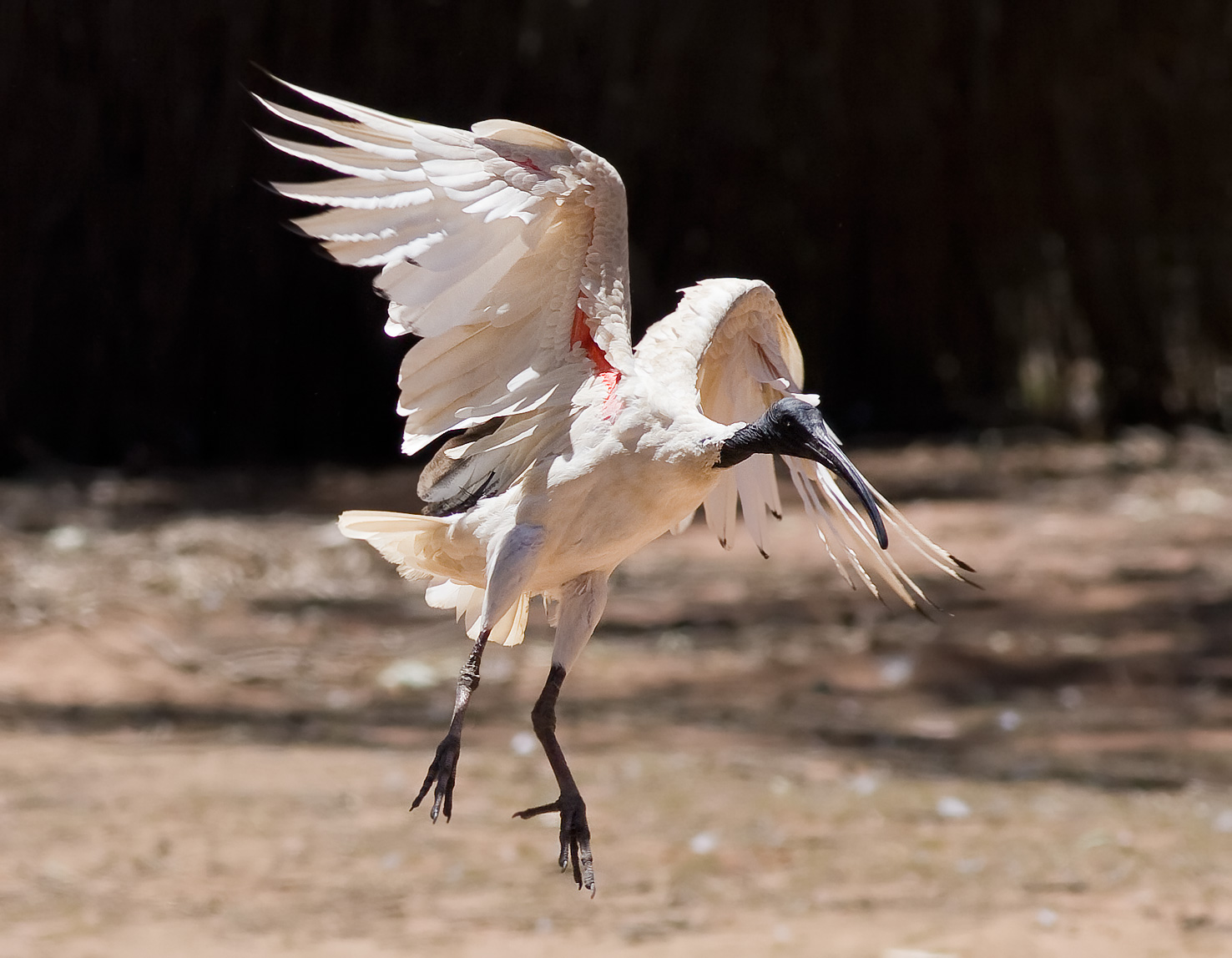
Australibis im Flug

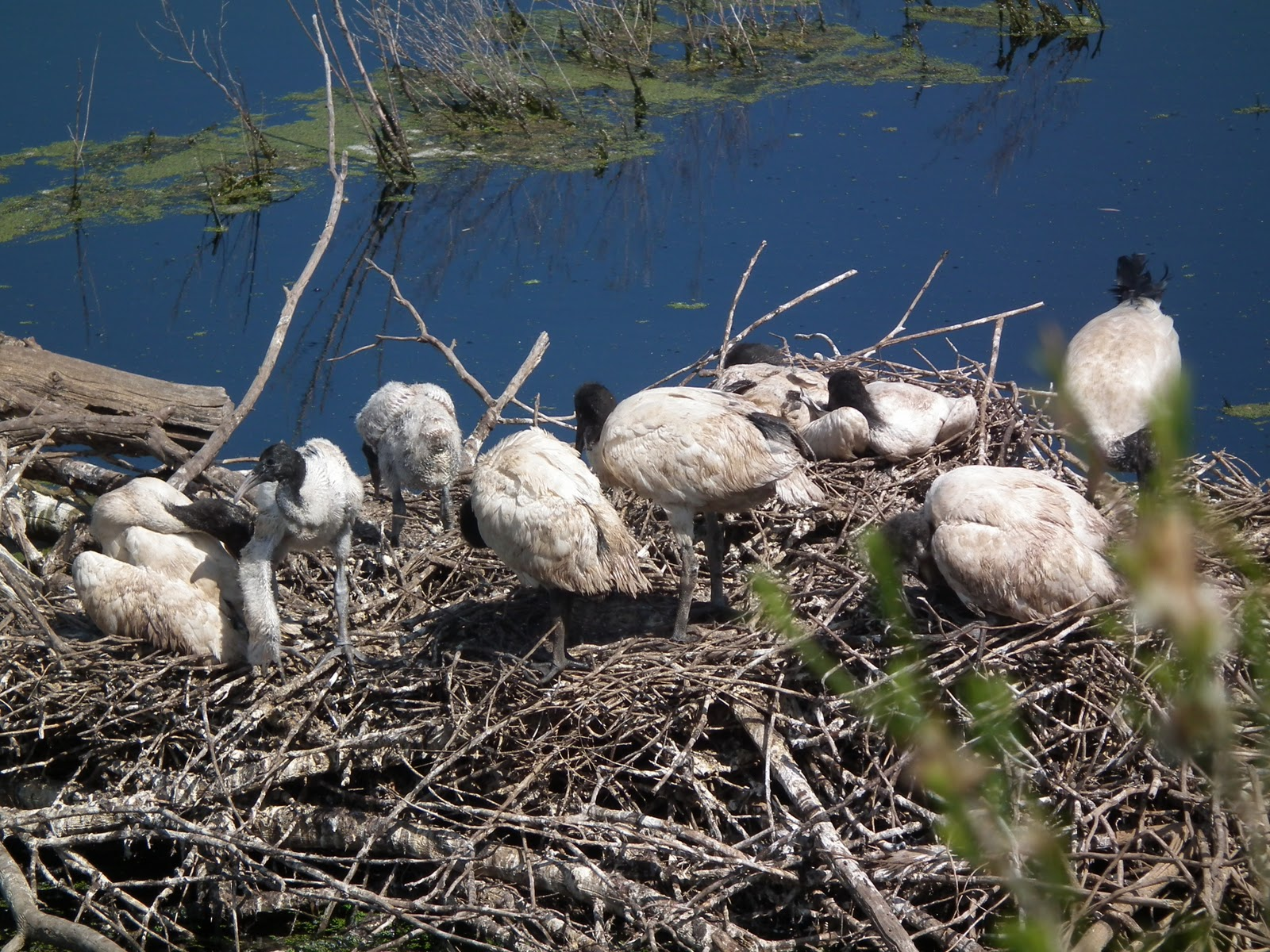
Jungvögel des Australibisses

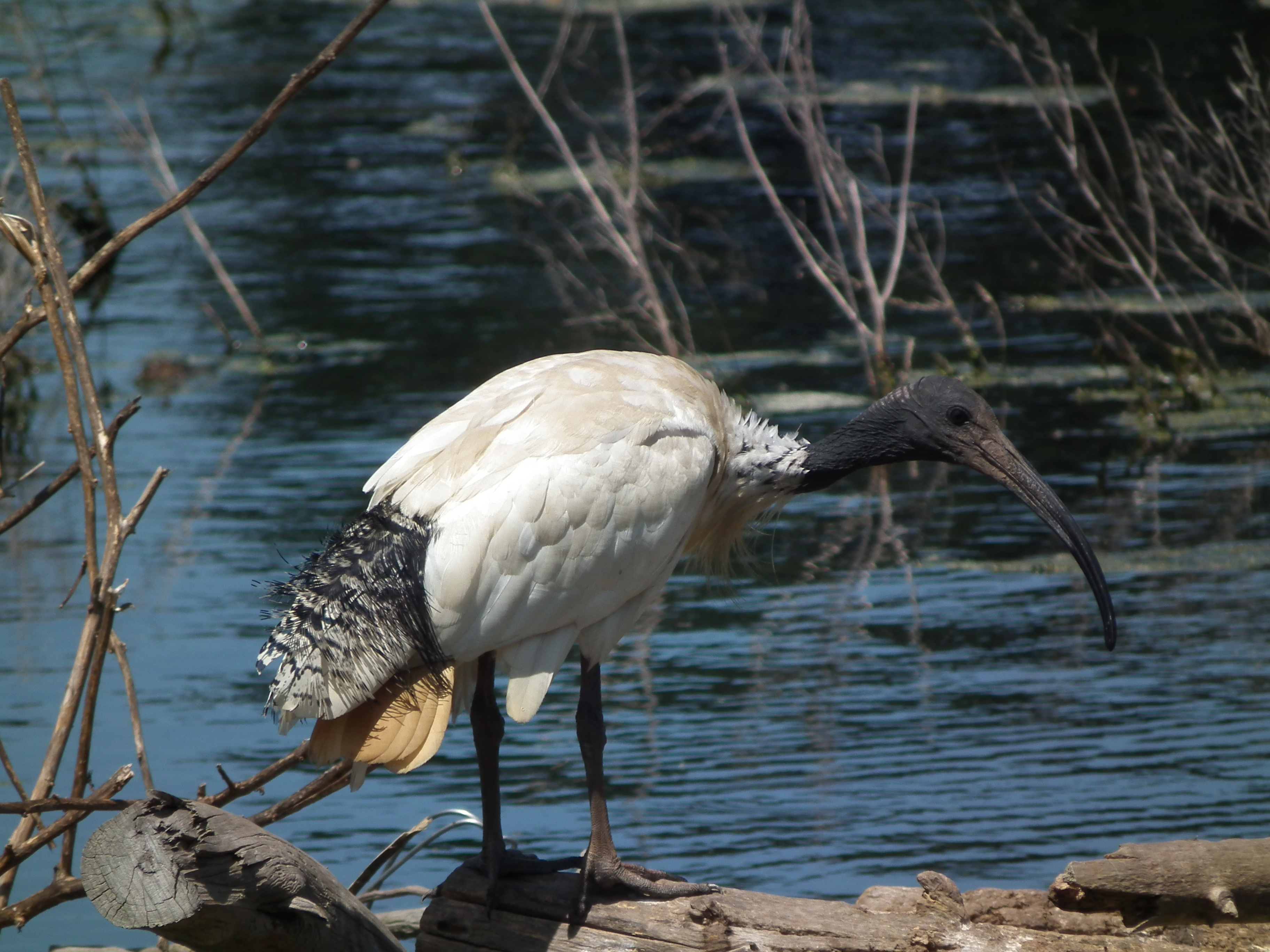
Australibis am Gewässerrand

Der Australibis  (Threskiornis molucca) oder Molukkenibis auch Australischer Weißibis gehört zu den Ibissen und galt einst als Unterart des Heiligen Ibis. Er lebt in Australien und der südostasiatischen Inselwelt.
Die Bestandssituation des Australibisses wurde 2016 in der Roten Liste gefährdeter Arten der IUCN als nicht gefährdet (least concern) beschrieben.

## Aussehen

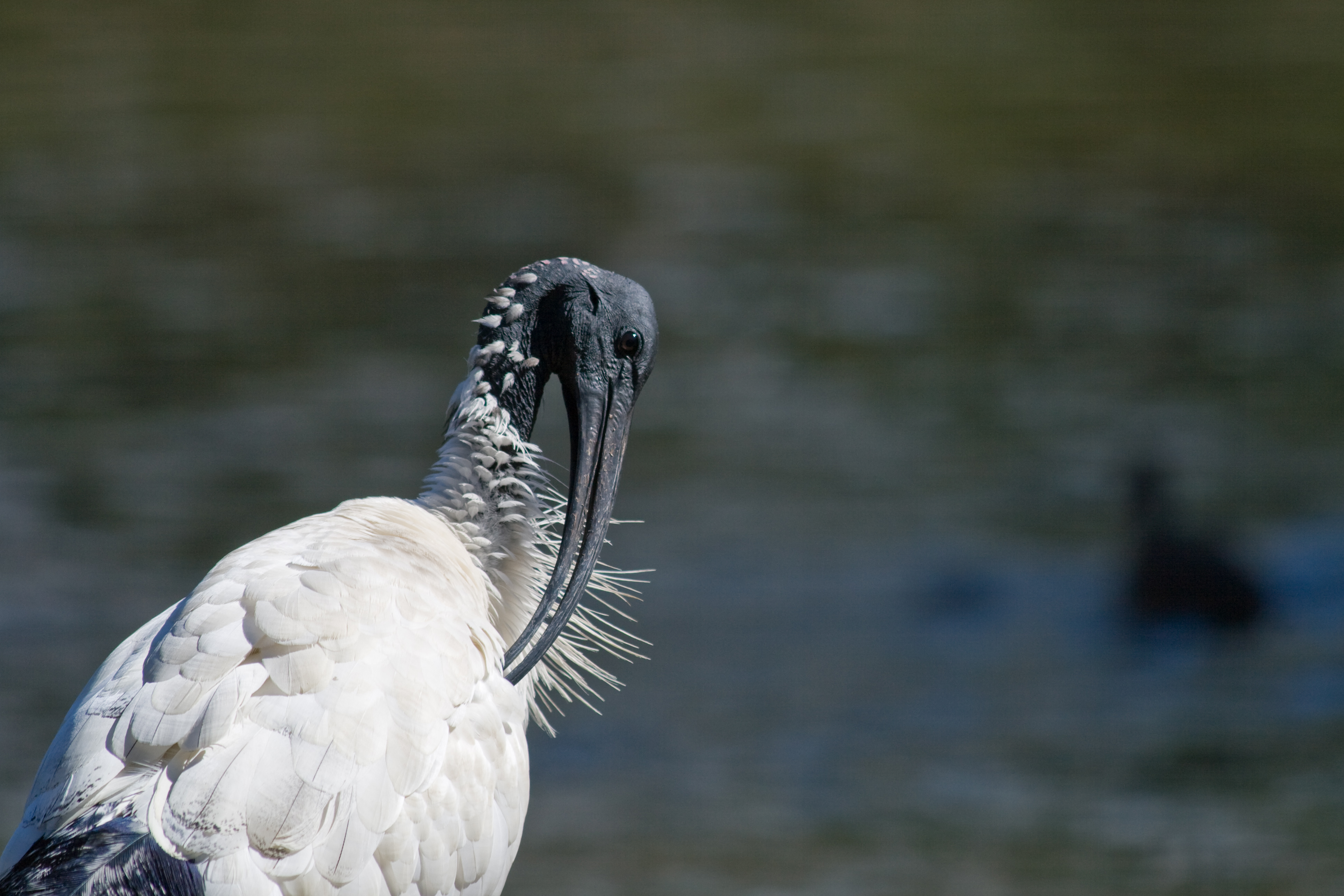
Australibis

Der Australibis ähnelt sehr dem Heiligen Ibis. Er erreicht eine Körperlänge von 65 bis 75 Zentimeter und hat eine Flügelspannweite von 112 bis 124 Zentimeter. Männchen wiegen 1,7 bis 2,5 Kilogramm und Weibchen 1,4 bis 1,9 Kilogramm. Der Größenunterschied ist der einzige Sexualdimorphismus, allerdings überlappen sich die Körpergrößen der beiden Geschlechter, so dass Größe kein sicheres Unterscheidungsmerkmal ist.
Der Australibis ist weitgehend weiß, mit Ausnahme einiger schwarzer Federn an den Flügeln. Der Kopf ist schwarz und federlos. 
Andere in Australien vorkommende Ibisse sind überwiegend dunkel gefiedert. Allerdings ähnelt das Flugbild des Stachelibisses dem des Australibisses. Bei schlechten Sichtverhältnissen, wenn vor allem der Schnabel nicht deutlich sichtbar ist, kann der Australibis mit verschiedenen Löfflerarten verwechselt werden.

## Verbreitungsgebiet und Lebensraum
Der Australibis ist im Norden und Osten sowie einer kleinen Region im Südwesten Australiens, Tasmanien, dem südlichen Neuguinea, den Molukken, den Kleinen Sundainseln und den Salomonen beheimatet. In Neuseeland sind sie gelegentlich Irrgäste.
Der Lebensraum des Australibisses sind Feuchtgebiete im Binnenland, Grasland sowie geschützte Küstenabschnitte. Er sucht bevorzugt im Flachwasser und schlammigen Uferabschnitten nach Nahrung, findet diese jedoch auch in feuchterem Grasland. Die Bandbreite an Feuchtgebieten, die dem Australibis geeignete Lebensräume bieten, sind sehr groß. So ist er an Fließgewässern, Billabongs, Teichen, auf Überschwemmungsflächen und an größeren Seen zu finden. Feuchtes Grasland oder Agrarflächen werden von ihm überwiegend genutzt, wenn diese ein reichhaltiges Nahrungsangebot an Wirbellosen aufweisen. Salzgewässer werden von ihm gleichfalls genutzt, dabei bevorzugt er Flussmündungen, Mangrovensümpfe, Salzpfannen und Salzmarschen und Lagunen. Er nutzt auch menschlichen Siedlungsraum und kommt in Gärten, auf Sportplätzen und entlang von Straßen vor.
Ausgewachsene Australibisse sind im Südosten Australiens Standvögel, im Südwesten Australiens dagegen Teilzieher. Jungvögel ziehen jedoch weit umher. Über die Wanderbewegungen der Populationen weiter im Inland und Norden Australiens ist dagegen nichts bekannt. Auf Grund der weitgehend gleichbleibenden Populationen, die beispielsweise aus dem australischen Bundesstaat Victoria berichtet wird, lässt sich schließen, dass Wanderbewegungen wenig ausgeprägt sind.

## Fortpflanzung
Der Australibis brütet in Kolonien auf Bäumen, in Büschen oder am Boden. Die Kolonien können sehr groß sein und bis zu 20.000 Paare umfassen. Die Nester können dabei in so großer Nähe zueinander gebaut sein, dass sie sich berühren und Nistplattformen bilden, die von mehreren Paaren genutzt werden. Auf einem Quadratmeter hat man bereits bis zu fünf Nester gezählt. Australibisse sind allerdings durchaus territorial und verteidigen ihr Nest und die unmittelbare Nestumgebung. Sie sind dabei gegenüber Nestnachbaren toleranter als gegenüber Eindringlingen.
Grundsätzlich sind Australibis seriell monogam, jedoch lassen sich viele Kopulationen außerhalb der regulären Paarbeziehung feststellen. Meist verpaaren sich dabei Vögel benachbarter Nester, die meisten Kopulationen finden allerdings nach der Zeit statt, in der die Weibchen empfangsbereit sind. Paarungen zwischen Australibissen, die noch nicht brüten, sind verhältnismäßig selten.
Die Dauer der Paarbeziehung ist individuell unterschiedlich. Bei einigen Vögeln endet sie sofort nach der Kopulation, andere Paare bleiben zusammen, bis sie eine Brut großgezogen haben, andere Paare bleiben über mehrere Bruten einer Saison oder gar bis zu einer Dauer von drei Jahren zusammen. Bei ihrer ersten Brut sind Molukkenibisse in der Regel drei Jahre alt. Bei Paaren, die zusammenbleiben, brüten beide Elternvögel und versorgen gemeinsam die Jungvögel für eine Zeitdauer von vier Wochen.
Der Zeitpunkt der Fortpflanzungszeit ist abhängig von lokalen Gegebenheiten. In einigen Regionen brüten Australibisse nicht jährlich. Es werden 3 bis 4 Eier gelegt, größere Gelege sind in der Regel darauf zurückzuführen, dass zwei Weibchen Eier in ein Nest gelegt haben. Das Legeintervall zwischen den einzelnen Eiern beträgt 48 Stunden, die Eiablage findet in der Regel nachts statt. Die Brut dauert etwa 21 Tage. Frisch geschlüpfte Jungvögel wiegen durchschnittlich 46,1 Gramm. Während der ersten Lebenstage sind ihre Augen noch geschlossen. Die Schnabelbasis ist während der ersten zwei Lebenswochen rosafarben und wird dann zunehmend dunkler. Im Alter von drei Wochen beginnen die Jungvögel in einigen Regionen sogenannte Kindergarten (Crèches) zu bilden. Sie werden ab diesem Zeitpunkt auch nicht mehr gehudert, sind aktiv und klettern auf dem Nest herum, werden aber noch von den Elternvögeln gefüttert. In der Regel verlassen sie spätestens am 30. Lebenstag das Nest. Nach ihrem Ausfliegen halten sie sich noch in der Nähe des Nestes auf. Durchschnittlich 21 Tage nach dem Ausfliegen verlassen sie auch die Kolonie. Einige Jungvögel halten sich jedoch noch über Monate in der Nähe der Kolonie auf und werden dann gelegentlich von ihren Elternvögeln auch noch gefüttert.
Der Bruterfolg variiert nach Standort und Jahr. In Healesville wurden 1983/84 und 1986/86 aus 100 Nestern nur 85 Jungvögel flügge. Im Zeitraum 1983/84 waren es dagegen 97 Jungvögel je 100 Nester. Bei 51 Prozent der Nester wurden keine Jungvögel flügge, in den übrigen Nestern dagegen überwiegend zwei Jungvögel. Die Nachstellung durch Prädatoren waren dabei nicht die wichtigste Todesursache, sehr häufig verhungerten die Jungvögel. Eine Überflutung oder Zusammenbruch der Nester spielte ebenfalls eine erhebliche Rolle.

## Nahrung

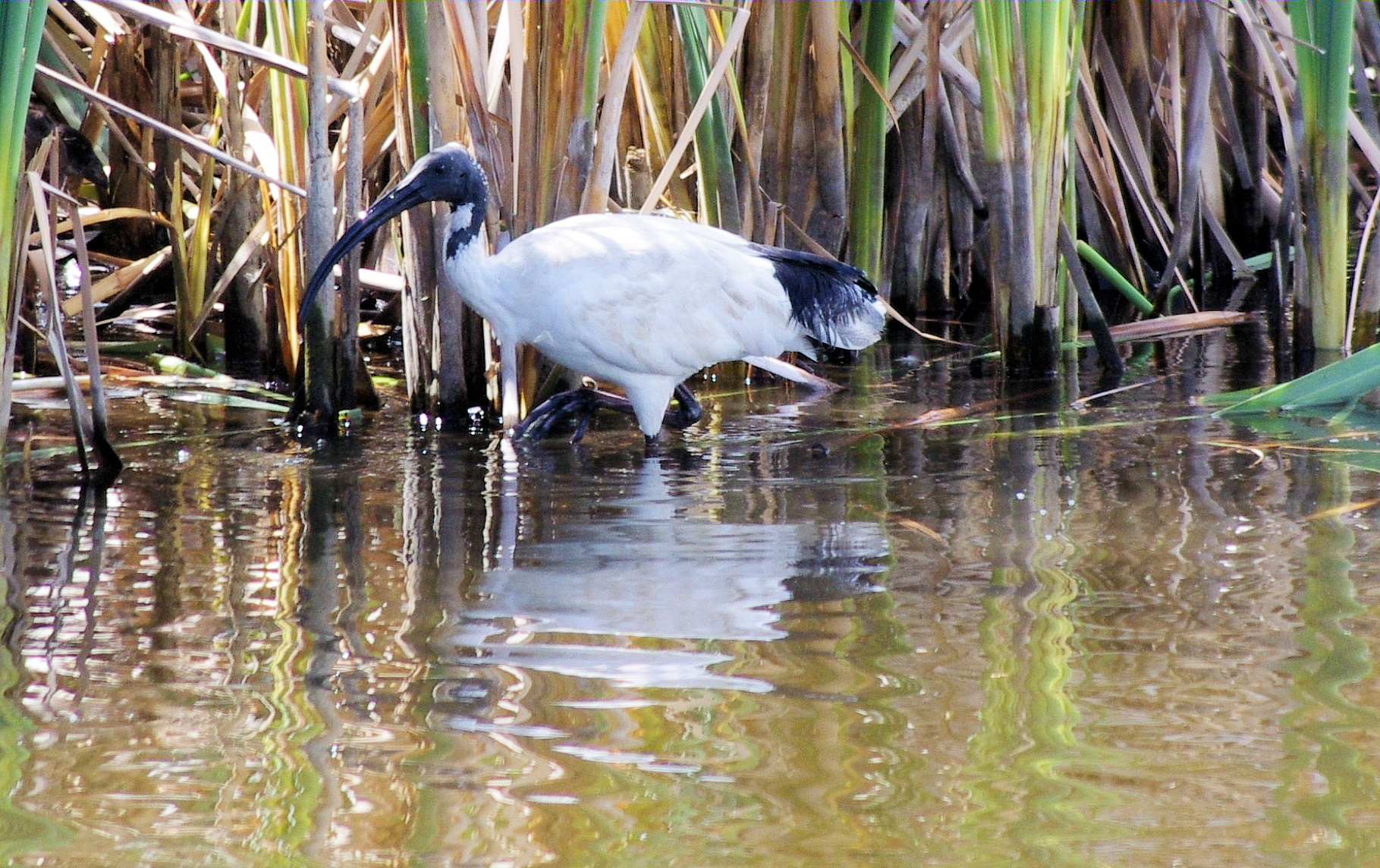
Australibis bei der Nahrungssuche

Der Australibis ernährt sich von Reptilien, Fischen, Krebstieren, großen Insekten, Schnecken, kleine Säugetiere und gelegentlich auch Aas. Die Zusammensetzung der Nahrung ist überwiegend vom jeweiligen Lebensraum bestimmt. Sie verteidigen kein Nahrungsterritorium. Antagonistisches Verhalten innerhalb von nahrungssuchenden Trupps ist vermutlich ausschließlich ein Kampf um Beute, da Australibisse sich Nahrung auch gegenseitig stehlen.
Während der Nahrungssuche gehen sie langsam, sie untersuchen dabei mit ihrem langen Schnabel den Boden oder picken Nahrung vom Boden oder der Wasseroberfläche auf. Ein Pickverhalten ist vor allem auf Grasland zu beobachten. Größere Beute wird mit der Schnabelspitze zerkleinert und dann schnell gefressen. Muscheln werden gelegentlich zu Felsen oder Baumstämmen getragen, mit dem Fuß festgehalten und durch Schläge mit dem Schnabel geöffnet.

## Belege

### Einzelbelege
1. ↑  
Threskiornis moluccus in der Roten Liste gefährdeter Arten der IUCN 2016. Eingestellt von: BirdLife International, 2016. Abgerufen am 10. Oktober 2017.
2. ↑   Higgins, S. 1078
3. ↑   Higgins, S. 1079
4. ↑   Higgins, S. 1078 und S. 1079
5. ↑   Higgins, S. 1081
6. ↑   Higgins, S. 1080
7. ↑   Higgins, S. 1082
8. ↑   Higgins, S. 1083
9. ↑   Higgins, S. 1082
10. ↑   Higgins, S. 1082
11. ↑   Higgins, S. 1084
12. ↑   Higgins, S. 1085
13. ↑   Higgins, S. 1085
14. ↑   Higgins, S. 1085
15. ↑   Higgins, S. 1085
16. ↑   Higgins, S. 1082 und S. 1083
17. ↑   Higgins, S. 1082